# Río Santa
Le río Santa est un fleuve du nord du Pérou qui coule sur le versant ouest de la Cordillère des Andes. 
Il traverse le Callejón de Huaylas du sud au nord puis le Cañón del Pato, s'orientant NE-SO jusqu'à son embouchure sur l'Océan Pacifique, au nord de la ville de Chimbote.